# Chiesa di Santa Maria (Zara)
La chiesa di Santa Maria (in croato Sv. Marina) è una chiesa di Zara, in Croazia.

## Storia

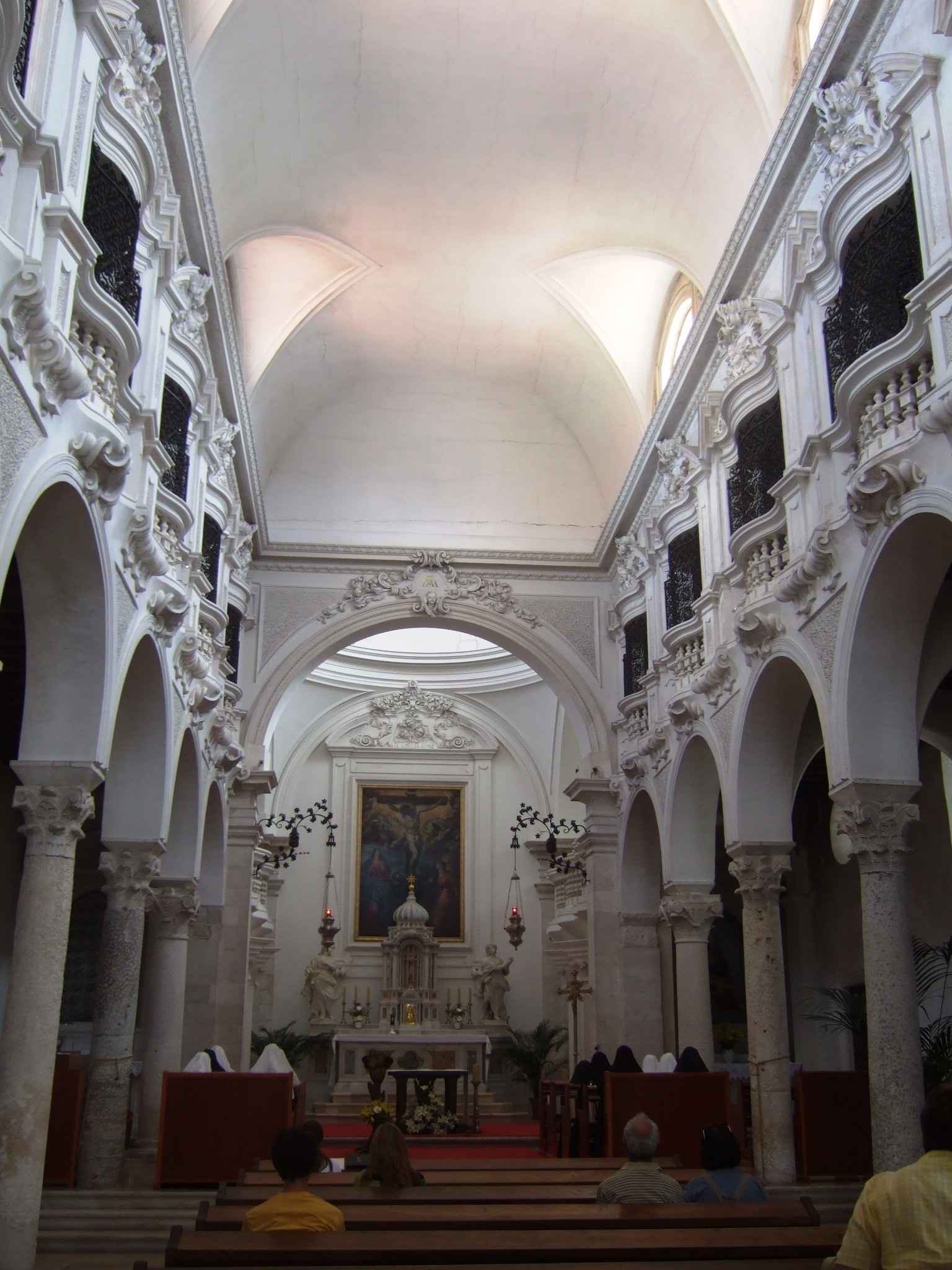
L'interno

La chiesa fu citata per la prima volta nel 906, e acquistò importanza quando nel 1066 una nobildonna croata vi fece costruire un convento. Il campanile, in stile romanico lombardo, venne fatto erigere nel 1105 dall'abadessa Vakenega con le offerte del re Colomanno d'Ungheria.
Nel Rinascimento venne aggiunta la nuova facciata, in stile veneziano, e nel Settecento rifatto l'interno e aggiunta la cupola.
Gravemente danneggiata dai bombardamenti della seconda guerra mondiale, che distrussero quasi interamente il quartiere circostante, venne restaurata nel 1980.

## Caratteristiche
È una chiesa a pianta basilicale, a tre navate con matronei superiori per le monache. L'interno è ricoperto di stucchi barocchi.